# Marienkirche (Stammbach)

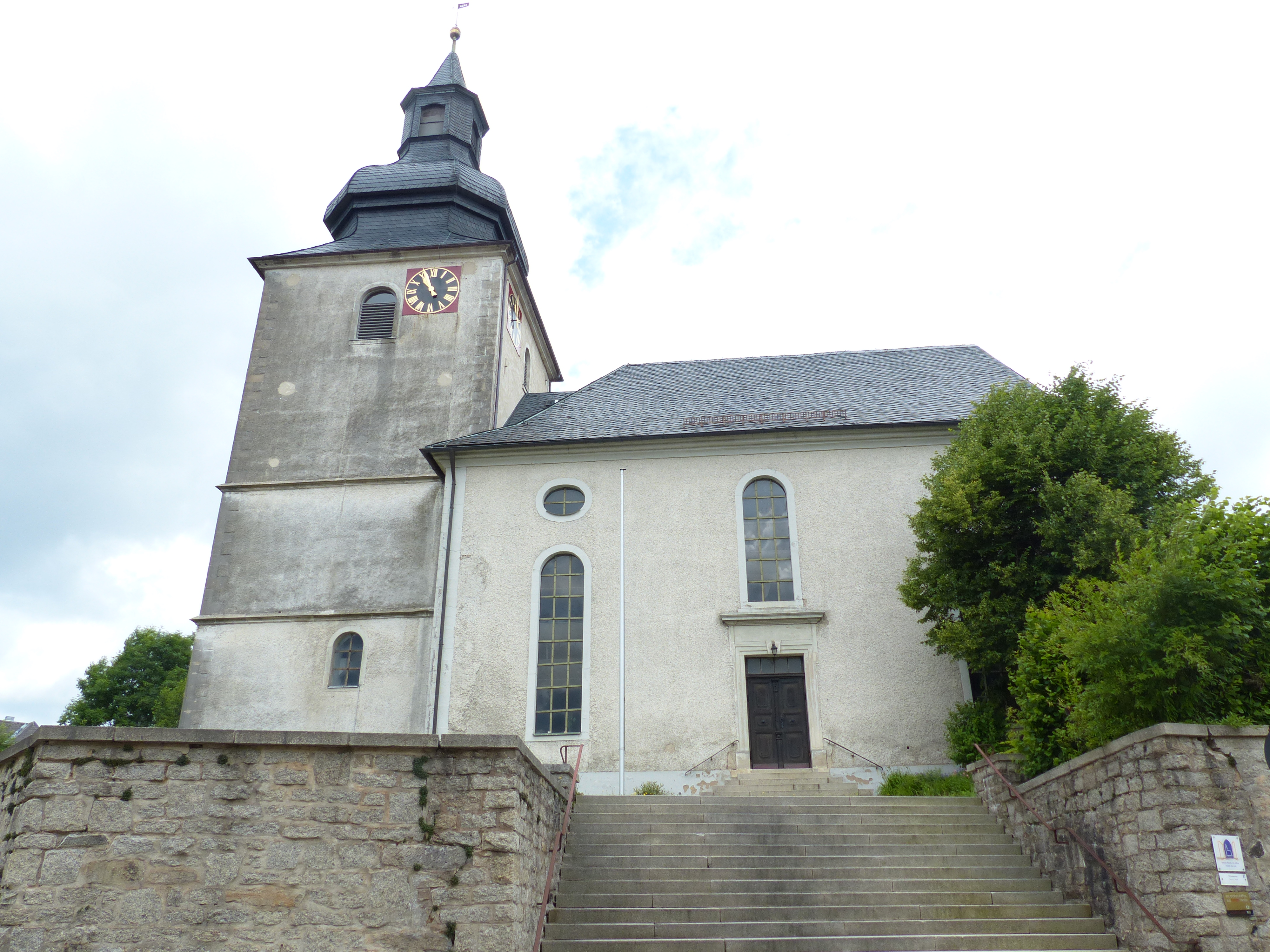
Marienkirche in Stammbach

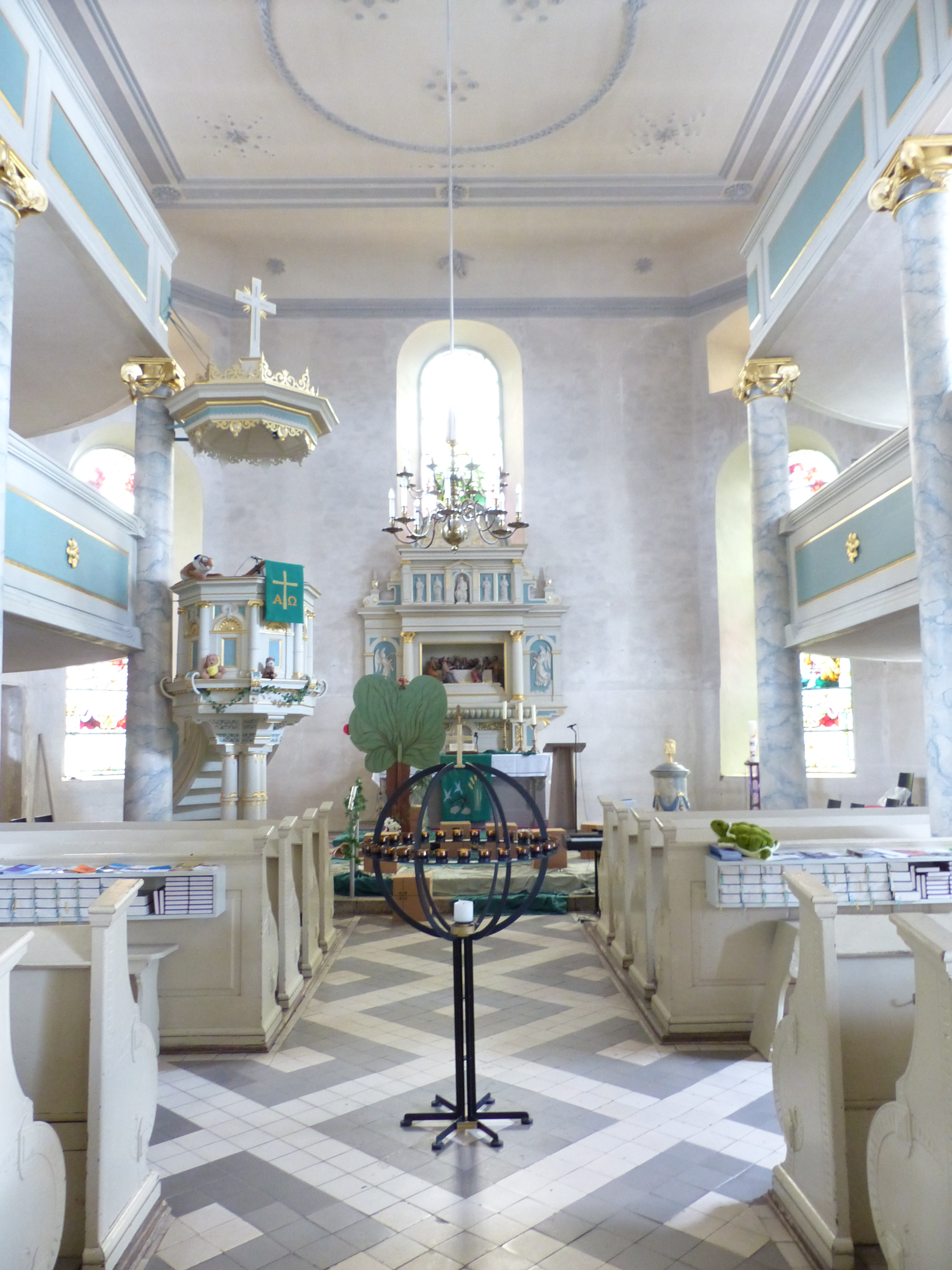
Altarraum

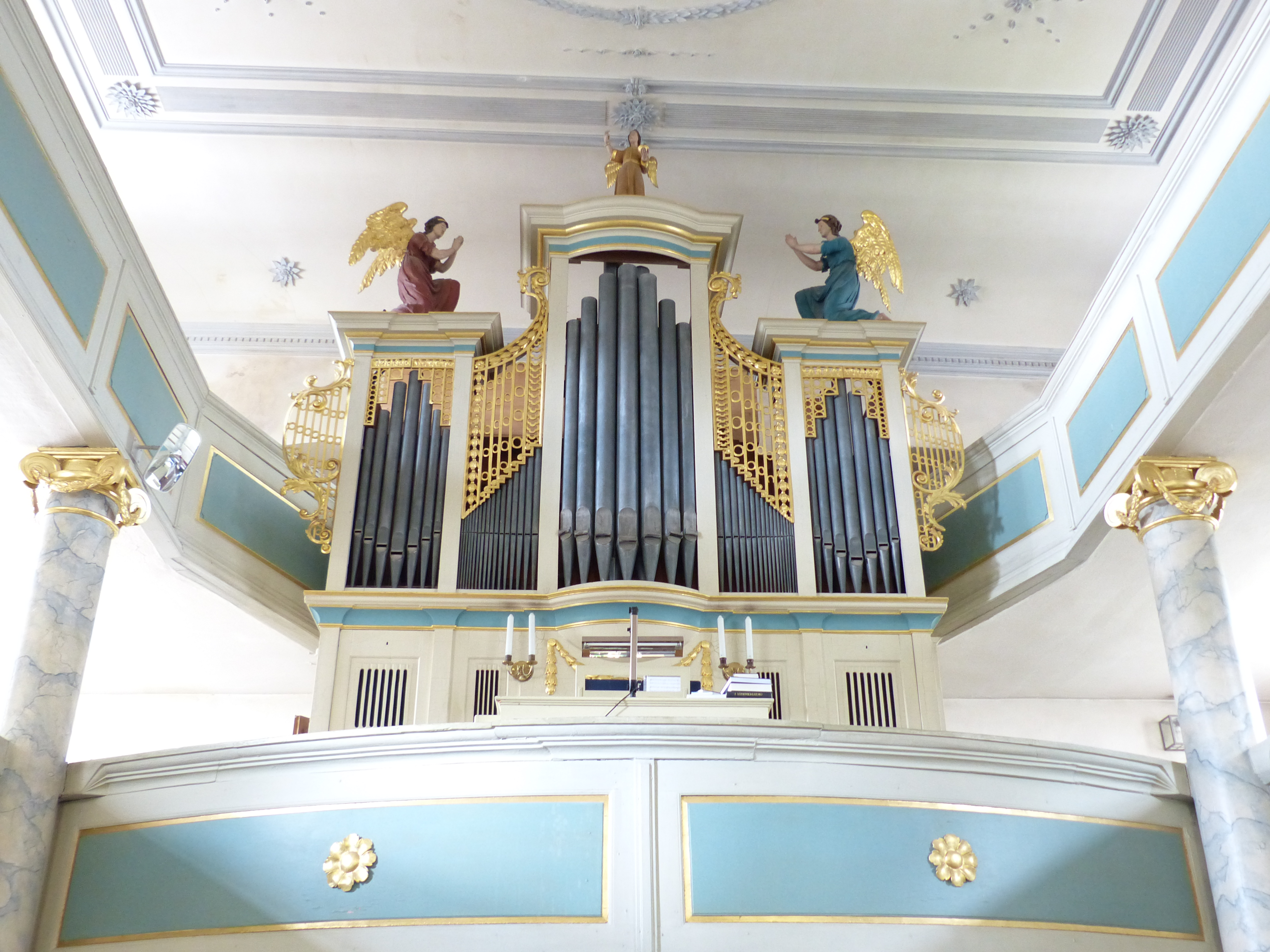
Steinmeyer-Orgel hinter Heidenreich-Prospekt

Die Marienkirche in Stammbach ist eine evangelisch-lutherische Pfarrkirche des Marktes Stammbach im oberfränkischen Landkreis Hof.
Die Marienkirche war bereits um 1430 als Wallfahrtskirche bekannt. Der Turm wurde 1561 erbaut. In den Jahren 1800 und 1822 wurden große Teile der Kirche durch Brände zerstört und wieder neu errichtet. Der Saalbau verfügt über Stuck von 1826. Altar, Taufbecken, Kanzel und Gemeindegestühl sind überwiegend im Stil der Neorenaissance aus der Zeit um 1900 gestaltet und lösten den vorhergehenden Markgrafenstil mit Kanzelaltar ab. Die Orgel mit 22 Registern auf zwei Manualen und Pedal wurde 1927 von der Firma Steinmeyer in das Gehäuse der Vorgängerorgel der Orgelbauerfamilie Heidenreich von 1828 gebaut. An der Kirchhofmauer befindet sich das Grabmal von Pfarrer Johann Ernst Teichmann von 1727. Die Kirche gehört zum Dekanat Münchberg. Sie steht unter Denkmalschutz (D-4-75-175-4).
Am 2. Juli 1917 wurden die Bronzeglocken und kurz darauf auch die Orgelpfeifen aus Zinn vom königlichen Kriegsministerium beschlagnahmt. Im Jahr 1921 wurden die Glocken ersetzt und vier Eisenglocken, gegossen in Apolda, geweiht. Das Läuten der Eisenglocken wurde 2012 bis auf den viertelstündlichen Uhrschlag eingestellt, weil die Glocken Risse bekommen hatten. 2012 wurde die Turmuhr von 1961 durch eine Funkuhr ersetzt. Die Glocken wurden 2013 durch eine Öffnung an der Nordseite des Kirchturms entfernt. Es ist geplant, die Glocken an würdigen Plätzen der Umgebung aufzustellen, die erste Glocke befindet sich bereits im Gemeindeteil Oberbuch. Am 26. September 2013 goss die Glockengießerei Rincker aus Sinn in Hessen vier neue Bronzeglocken, die am 23. November in Stammbach eintrafen und am 24. November geweiht wurden. Das erste Läuten war zum Adventskonzert am 20. Dezember.
Zur Kirchengemeinde gehört eine viergruppige Kindertagesstätte. Es werden 50 Kindergartenplätze und seit 2012 24 Krippenplätze angeboten. Am 1. September 2016 werden insgesamt 71 Kinder betreut.